# AIR (音乐乐式)
Air（義大利語：aria），或譯“抒情调”，是一种类似歌曲的声乐或器乐乐式。Air一词来自于歌剧、康塔塔、宣叙调中的“咏叹调”(Aria)。

## 巴洛克和古典时期的Air
从18世纪起，作曲家写下了许多专为器乐演奏的Air作品，这些作品通常在大型组曲中作为独立的乐章。约翰·塞巴斯蒂安·巴赫曾创作了两首著名的Air作品：管弦乐组曲《D大调第三组曲》（BWV1068）第二乐章（后被十九世纪德国著名的小提琴家威廉密（August Wilhelmj）改编为钢琴伴奏的小提琴独奏曲，并命名为“G弦上的咏叹调”）；以及为羽管键琴创作的《哥德堡变奏曲》（BWV988）的主题曲。格奥尔格·弗里德里希·亨德尔也创作了一首著名的Air，即《水上音乐》中“F大调组曲（HWV348）”第五乐章。